# Víctor López (giocatore di calcio a 5)
Víctor Raúl López (21 luglio 1965) è un ex giocatore di calcio a 5 paraguaiano.

## Carriera
Utilizzato nel ruolo di giocatore di movimento, come massimo riconoscimento in carriera ha la partecipazione con la Nazionale di calcio a 5 del Paraguay a due edizioni della coppa del mondo: al FIFA Futsal World Championship 1989 dove i sudamericani sono giunti alla seconda fase, eliminati nel girone comprendente Argentina, Brasile e Stati Uniti; ed al FIFA Futsal World Championship 1992 dove i sudamericani sono usciti al primo turno, eliminati nel girone comprendente Olanda, Iran e Italia.